# OFK Kikinda
OFK Kikinda (Servisch: Фк Кикинда) is een Servische voetbalclub uit Kikinda.
De club werd in 1909 opgericht als NAK Kikinda en is een van de oudste clubs in Servië. In 1918 werd de naam veranderd in KAK Kikinda, een jaar later in AK Srbija Kikinda en in 1932 in SK Sloga Kikinda. Na de Tweede Wereldoorlog werd de club in 1945 heropgericht als FK 6. Oktobar Kikinda. In de jaren '70 werd de naam gewijzigd in FK Kikinda en aan het begin van deze eeuw werd de huidige naam aangenomen.
De club behaalde in het seizoen 1979/80 de halve finale van de beker van Joegoslavië. In het seizoen 1992/93 speelde FK Kikinda één seizoen op het hoogste niveau. Anno 2010 speelt de club op het derde niveau in de regionale Vojvodina-poule.